# Joost Stalpers
Joost A. Stalpers (5 juni 1947) is een Nederlandse mycoloog.
In 1972 studeerde hij aan de Rijksuniversiteit Utrecht af in de biologie, waarbij hij zich specialiseerde in ecologie van planten, elektronenmicroscopie en mycologie. In 1978 promoveerde hij op het proefschrift Identification of wood-inhabiting Aphyllophorales in pure culture.
Sinds 1972 is Stalpers verbonden aan het Westerdijk Fungal Biodiversity Institute. Vanaf 1989 is hij er conservator en hoofd van de collecties. Vanaf 1991 is hij tevens plaatsvervangend directeur.
Stalpers geeft namens het CBS cursussen in mycologie. Hij geeft colleges met betrekking tot mycologie, conservatie en beheer van collecties. Hij draagt bij aan de gegevens in de Index Fungorum en het Nederlands Soortenregister. Als mederedacteur is hij betrokken geweest bij het tot stand komen van de negende (2001) en tiende (2008) edities van het standaardwerk Dictionary of the Fungi. Hij is onder meer lid van de Nederlandse Mycologische Vereniging (waarvoor hij anno 2009 secretaris is van de Wetenschappelijke Commissie) en de Mycological Society of America.